# MRC-5

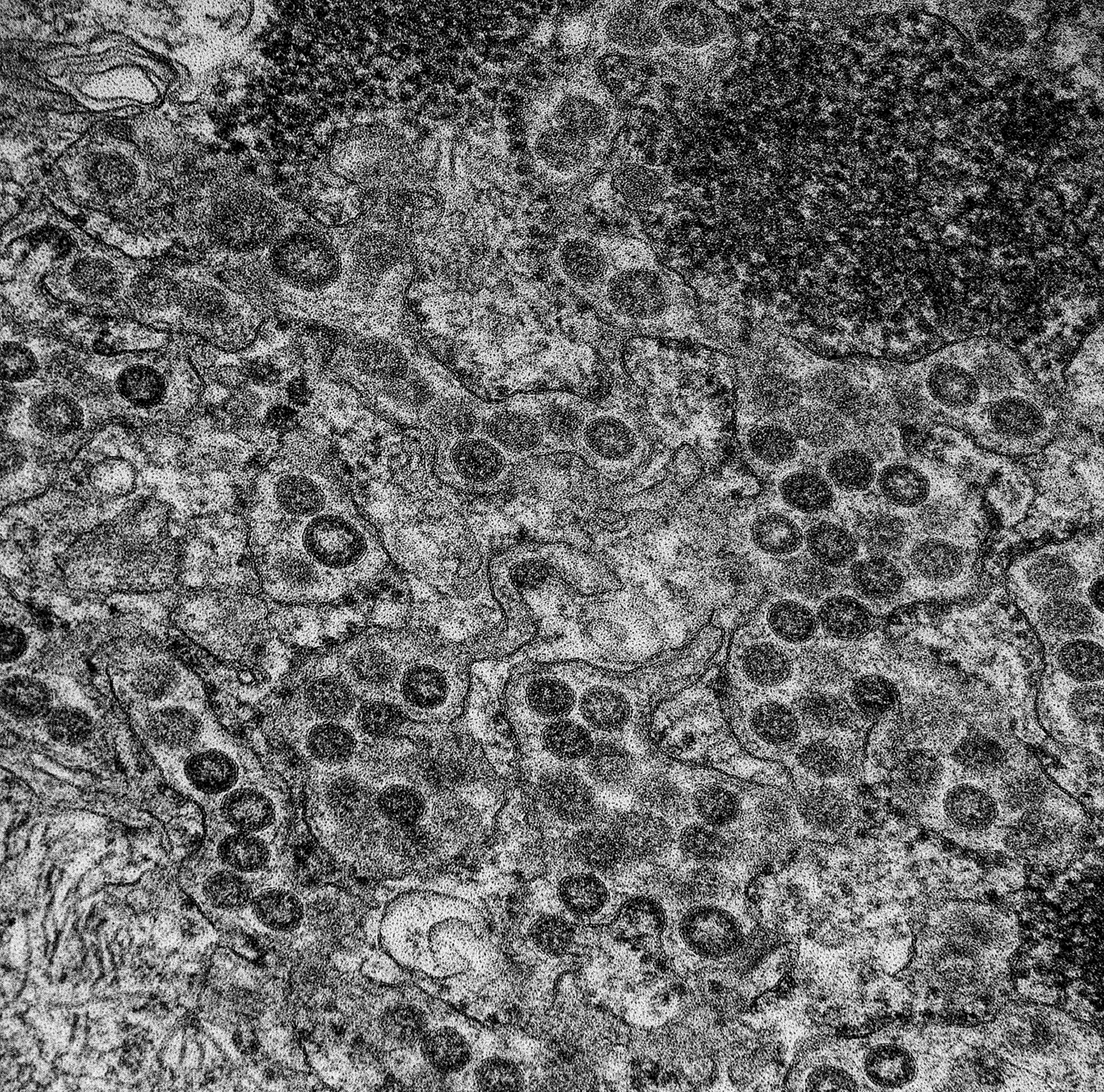
Cellule MRC-5

Les MRC-5 (Souche cellulaire 5 du  Medical Research Council britannique) sont une lignée de cellules de type fibroblastes embryonnaires humains obtenue à partir de tissus pulmonaire d'un unique fœtus de type caucasien de 14 semaines, avorté en 1966 . Cette lignée cellulaire a été isolée par l'équipe de J.P. Jacobs. Elles sont utilisées pour réaliser des cultures de virus (par exemple le Cytomégalovirus), à des fins de diagnostic, de recherche ou pour produire des vaccins comme celui contre l'hépatite A, la varicelle ou la poliomyélite. Le fait que ces cellules descendent de cellules de fœtus avortés entraîne une controverse sur la vaccination.